# Vesicularia ayresii
Vesicularia ayresii là một loài Rêu trong họ Hypnaceae. Loài này được (Schimp. ex Besch.) Broth. miêu tả khoa học đầu tiên năm 1908.